# Theuma intermedia
Theuma intermedia là một loài nhện trong họ Gnaphosidae.
Loài này thuộc chi Theuma. Theuma intermedia được Embrik Strand miêu tả năm 1915.